# Muraltia alopecuroides
Muraltia alopecuroides är en jungfrulinsväxtart som först beskrevs av Carl von Linné, och fick sitt nu gällande namn av Dc.. Muraltia alopecuroides ingår i släktet Muraltia och familjen jungfrulinsväxter. Inga underarter finns listade i Catalogue of Life.